# Al-Qastal
Al-Qastal (àrab: القسطل, al-Qasṭal) és una ciutat de la Governació d'Amman del nord-est de Jordània, a uns 24 km al sud-est de la ciutat d'Amman, molt a prop de l'autopista que porta a l'aeroport. Fundada pels omeies, és una de les ciutats més antigues i ben conservades de l'Pròxim Orient. El minaret de Qastal és especialment important, ja que és l'únic que roman del període omeia i un dels més antics del món. El  castell d'Al Qastal (àrab: قصر القسطل, qaṣr al-Qasṭal), situat a la ciutat, és un dels castells del desert, i és a 5 quilòmetres del castell de Mushatta.

## Història
Evidències textuals del poeta Kuthayyir Azza indiquen que el complex d'Al Qastal va ser construït originalment pel califa Yazid bin Abd al-Malik entre 720 i 724. El fet que Al Qastal estigués acabat, mentre Mushatta mai s'acabés, demostra que és un dels més antics de la regió. Algunes làpides d'Al Qastal indiquen que després de la caiguda dels omeies va ser utilitzat pels abásidas. Quan els abásidas van caure, va romandre abandonat un temps i més tard ho van ocupar els mamelucs i els ayubí, que van deixar darrere seu petits edificis afegits.

## El castell
Quasar AL Qastal  va ser un palau omeia. L'edifici principal tenia uns 68 metres quadrats. El mur exterior del palau tenia dotze torres semicirculars a intervals entre les quatre torres més gran de les cantonades. La planta baixa comprenia una sala d'entrada, un pati i sis habitacions grans. El pis superior comprenia una altra sèrie d'habitacions i la sala d'audiències del palau amb un triple absis. Originalment, el palau va ser decorat amb relleus i mosaics molt similars als trobats en el castell de Al Hallabat. Destaca un mosaic a terra de les habitacions nord i sud del palau; ambdós tenen uns deu metres quadrats i una extraordinària qualitat.
A prop del palau hi havia dos llocs d'interès, una mesquita petita i un cementiri. Al costat de la mesquita hi ha un dels minarets més antics del món, conegut com el  minaret d'Al Qastal . Les tombes del cementiri són interessants perquè estan orientades cap a Jerusalem i en oposició a la Meca. L'aigua per al palau s'obtenia d'un ampli dipòsit de pedra, així com de setanta petites cisternes que combinades tenien una capacitat de dos milions de metres cúbics d'aigua. Actualment, el palau està en ruïnes, excepte una petita part que ha estat convertit en una casa moderna.